# Teurnia
Teurnia je bilo rimsko mesto na strateško pomembnem in naravno zavarovanem kraju v provinci Norik. Lokacija se danes nahaja v hribovski vasi Sveti Peter v Lesu v zgornji Dravski dolini pri Špitalu ob Dravi v Avstriji. 
Teurniji je podelil mestne pravice cesar Klavdij I. leta 50 n. št.

## Teurnia
Municipium Teurnia (tudi Tiburnia) je bilo rimsko mesto na zgornjem Koroškem blizu sedanjega okrožja Špital. V pozni antiki je bilo tudi sedež škofa in glavno mesto rimske province Norik. Tiburnia je še danes naslovna škofija.

### Zgodovina mesta
Razvaline starodavne Teurnije so na Lurnfeldu na Holzer Bergu v naselju Sveti Peter v Lesu, občina Lendorf, štiri kilometre zahodno od Špitala ob Dravi. Že leta 1100 pr. n. št. je bilo na Holzer Bergu naselje. Okoli leta 50 n. št. je stalo rimsko mesto s forumom, tržnico, baziliko, kapitolskim templjem, termami, stanovanjskimi terasami in templjem keltskega boga Grannusa (galsko Grannos).
Teurnia je bila eno največjih mest v Noriškem kraljestvu. Mesto je imelo v svojem razcvetu 30.000 prebivalcev. V pozni antiki se je prebivalstvo zmanjšalo; odrekali so se življenjskim terasam in pobočja uporabljali kot pokopališča, ker so postala neuporabna za kmetijstvo. Hkrati je bila postavljena zidana utrdba. Prebivalci Teurnije so bili v 4. stoletju že kristjani. Do svojega propada leta 610 je bilo mesto tudi škofija. iz Vita Sancti Severini iz Eugippiusa (okoli 465 - po 533, je biografija sv. Severina iz Noricuma (okrog 410 - 482)) iz leta 511 vemo, da je bil Severin v stiku s škofijo Tiburnia / Teurnia po imenu Paulinus . Ker je v svoji škofiji poslal opomnike župnijam, je bil Paulinus verjetno metropolit Binnenororumums. Teurnija zato lahko šteje za (po Virunum) prestolnico province. Mesto in škofija sta bili nazadnje imenovani leta 591 v pismu beneških in retijskih škofov.

### Izkopavanja
Holzer Berg je bil v srednjem veku že znan kot najdišče antičnih ostankov. Tu so številni ostanki zgradb. V sodobnem času se je zanimanje za rimske najdbe povečalo. Mesto je bilo strokovno izkopano že od naključnega odkritja cerkvenega pokopališča leta 1908. Mozaik guvernerja Ursusa v desni kapeli triladijske bazilike je skoraj popolnoma ohranjen. V mozaiku je prikazanih dvanajst povezanih slik, krščanskih, mitoloških in biblijskih simbolov ter osnovni napis Ursusa in njegove žene Ursine.
Sedanji direktor izkopavanj Franz Glaser je leta 1984 odkril zgodnje krščansko škofijsko cerkev, ki je zdaj pokrita in dostopna obiskovalcem. Cerkev je bila prej osumljena, da je pod srednjeveško župnijsko cerkvijo; Glaser je to sklenil na podlagi zgodovinskih primerjav dejanskega stanja na zahodnem mestnem obzidju. Cerkev je iz začetka 5. stoletja in je bila zgrajena po požaru v začetku 6. stoletja s tremi ladjami in tremi apsidami. Podobno razmeram v Hemmabergu bi lahko škofijska cerkev služila kot prostor za srečanja katoliške skupnosti, medtem ko so v pokopališki cerkvi častili Arijanci. Poleg škofijske cerkve je bil tudi poznoantični Hospitium (gostišče), a je danes ponovno pokrit z Zemljo. Nadaljnja izkopavanja so v teku.
Kot podružnica Narodnega muzeja Koroške se na mestu nahaja rimski muzej Teurnia, kjer so razstavljeni številni predmeti rimskega mesta. V bližini muzeja so ohranjeni ostanki rimske mestne hiše, ki ima kot posebnost hipokavst. Obiskovalci dobijo pojasnila o zgodovini mesta in izkopavanjih preko napisnih tabel po celotnem območju.